# Доходный дом И. П. Володихина
Доходный дом И. П. Володихина — памятник архитектуры. Расположен в Василеостровском районе Санкт-Петербурга, современный адрес дома — Средний проспект, 9.

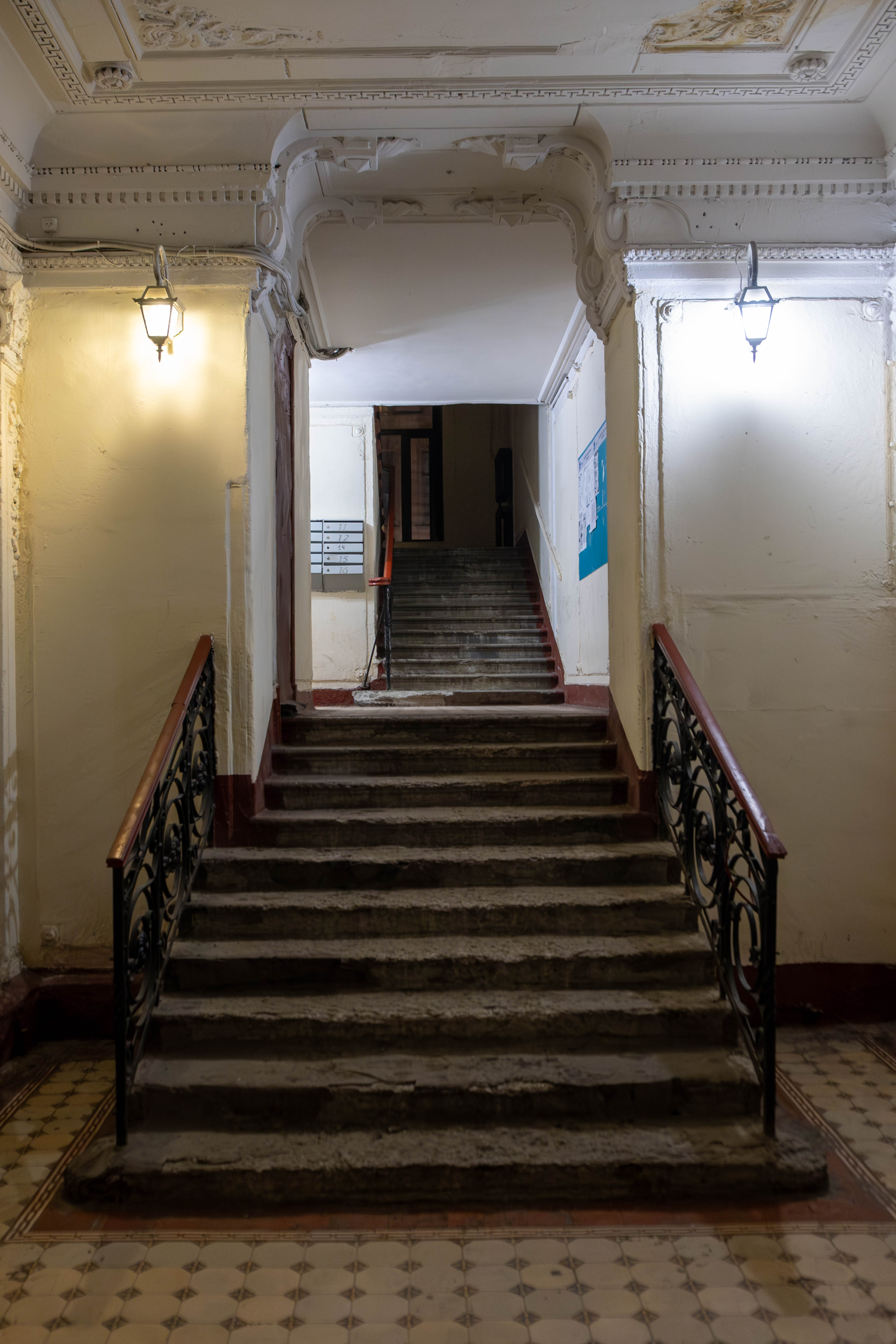
Интерьер парадной

На участке до начала XX века стоял трёхэтажный дом А. Ф. Зябловой. Она заказала И. П. Володихину новый проект, в процессе работ архитектор сам стал владеть этим участком и строил дом в 1904—1905 годах уже для себя. Были использованы старые фасады, композиция устремлена вверх для того, чтобы на узком участке построить максимально доступно высокое здание.
Фасады симметричны, средняя ось акцентирована небольшим эркером, широкими окнами, балконами и торцом мансарды с фигурным щипцом. Криволинейные формы применены только в щипце, столбиках верхнего ограждения, одном окне и лепных вставках (между окнами третьего и четвёртого этажей). Окна не обрамлены, в украшении здания использованы картуши и сандрики. Стена облицована светло-серым матовым отделочным кирпичом.
Квартира владельца находилась на втором этаже, предположительно в ней же в 1907 году открылось Общественное собрание художников и архитекторов.